# Ingeborg Helen Marken
Ingeborg Helen Marken (* 23. Januar 1975 in Eggedal, Norwegen) ist eine ehemalige norwegische Skirennläuferin.

## Karriere
Die Abfahrts- und Super-G-Spezialistin errang einen Weltcupsieg im Super-G, am 7. März 1996 in Kvitfjell. Sie erzielte weitere Podestplätze in der Abfahrt. Bei den Weltmeisterschaften 1996 in der Sierra Nevada vermochte sie sich zweimal auf dem 6. Rang (Super-G und Kombination) zu klassieren. Bei den Olympischen Winterspielen 1998 in Nagano und bei den Olympischen Winterspielen 2002 in Salt Lake City fuhr sie in der Abfahrt auf die Plätze 11 und 13. Im Jahr 2002 beendete sie ihre Karriere als Skirennläuferin.

## Erfolge

### Olympische Winterspiele
- Nagano 1998: 11. Abfahrt, 13. Alpine Kombination, 19. Super-G, DNF Riesenslalom
- Salt Lake City 2002: 13. Abfahrt, DNF Super-G

### Weltmeisterschaften
- Sierra Nevada 1996: 6. Super-G, 6. Alpine Kombination, 12. Abfahrt, DNF Riesenslalom, DNF Slalom
- Sestriere 1997: 12. Abfahrt, 12. Super-G, 20. Riesenslalom
- Vail/Beaver Creek 1999: 14. Abfahrt, 14. Super-G
- St. Anton 2001: 18. Abfahrt, 31. Super-G

### Weltcup
- 4 Podestplätze, davon ein Sieg

| Datum        | Ort       | Land     | Disziplin |
| ------------ | --------- | -------- | --------- |
| 7. März 1996 | Kvitfjell | Norwegen | Super-G   |

### Juniorenweltmeisterschaften
- Monte Campione/Colere 1993: 19. Super-G, 38. Riesenslalom

### Europacup
- 4 Podestplätze, davon ein Sieg

| Datum            | Ort          | Land     | Disziplin    |
| ---------------- | ------------ | -------- | ------------ |
| 16. Februar 1995 | Vysoké Tatry | Slowakei | Riesenslalom |

### Nor-Am Cup
- Eine Platzierung unter den besten 10

### Norwegische Meisterschaften
- Gold in der Abfahrt (1998, 2000, 2002)
- Gold im Super-G (1997, 1998, 2002)
- Gold im Riesenslalom (1995)
- Silber in der Abfahrt (1995, 1997, 2001)
- Silber im Super-G (1995, 2000)
- Silber im Slalom (1995)
- Bronze im Super-G (1999, 2001)

### Weitere Erfolge
- 6 Siege bei FIS-Rennen